# Moisés San Nicolás
Moisés San Nicolás Schellens (* 17. September 1993 in Andorra la Vella), oder kurz Moisés San Nicolás, ist ein andorranischer Fußballspieler auf der Position eines Innenverteidigers. Er ist aktuell für Atlètic Club d’Escaldes und in der andorranischen Fußballnationalmannschaft aktiv.

## Karriere

### Verein
San Nicolás begann seine Fußballkarriere in der Jugend des FC Andorra in seiner Geburtsstadt Andorra la Vella. Hier gab er in der Saison 2011/11 sein Profidebüt in der unterklassigen Segona Catalana und stieg mit den Verein am Ende der Spielzeit in die Primera Catalana auf. 2014 wechselte er zu FC Ordino in die Primera Divisió. Hier erreichte er, zusammen mit seinem Bruder Luigi San Nicolás, den 5. Platz in der Meisterschaft und stand im Halbfinale des Copa Constitució 2015, welches jedoch mit 4:3 gegen FC Santa Coloma verloren ging. Nach nur einer Saison verließen die Brüder den Verein und schlossen sich den Ligakonkurrenten FC Lusitanos an, wo sie in ihrer Debütsaison erstmals andorranischer Vizemeister wurden. Nach zwei Jahren, in dem sie keinen Vereinstitel gewinnen konnten, trennten sich die Wege der Brüder. Luigi wechselte zu UE Sant Julià, während Moisés sich den amtierenden Meister FC Santa Coloma anschloss. Hier gewann er in seiner ersten Saison für den neuen Verein das Double aus Meisterschaft und dem Copa Constitució 2018. Im Endspiel um den Supercup musste er sich jedoch mit seinen Team den Gegner UE Sant Julià mit 2:1 geschlagen geben. Eine Saison später konnte er erneut das Double, diesmal aus Meisterschaft und Supercup, gewinnen. Im Oktober 2020 verließ er den Hauptstadtklub als Vizemeister und schloss sich den Atlètic Club d’Escaldes in der Kleinstadt Escaldes-Engordany an. Hier spielte er erneut mit seinem Bruder Luigi zusammen. Beide standen im Finale des Copa Constitució 2021 in der Startelf, verloren das Endspiel jedoch mit 2:1 gegen UE Sant Julià. Ein Jahr später gewannen die Brüder ihren ersten Titel für den Verein, im Finale des Copa Constitució 2022 bezwang ihre Mannschaft UE Extremenya mit 4:1.

### Nationalmannschaft
San Nicolás durchlief zunächst die Jugendabteilungen des andorranischen Verbandes und gab sein Debüt für die andorranische A-Mannschaft am 12. Oktober 2012, im Rahmen der Qualifikation zur Fußball-Weltmeisterschaft 2014 gegen die Auswahl der Niederlande. Er nahm an Qualifikationsspielen zur Fußball-Weltmeisterschaft (2014, 2018, 2022), der Europameisterschaft (2016, 2020, 2024) und der UEFA Nations League (2018/19, 2020/21) teil, konnte jedoch bisher keine nennenswerten Erfolge erzielen. Seinen bisher letzten Einsatz im Trikot der Nationalelf absolvierte er am 16. Juni 2023, im Rahmen der Qualifikation zur Europameisterschaft 2024, gegen die Mannschaft aus der Schweiz. Mit 71 Länderspielen steht er auf Platz 14. der Liste der ewigen Länderspieleinsätze für die andorranischen Fußballnationalmannschaft.

### Erfolge
Verein
- Andorranischer Meister: 2017/18, 2018/19
- Andorranischer Pokalsieger: 2018, 2022
- Andorranischer Supercup: 2019